# Elaphria proleuca
Elaphria proleuca är en fjärilsart som beskrevs av George Francis Hampson 1909. Elaphria proleuca ingår i släktet Elaphria och familjen nattflyn. Inga underarter finns listade i Catalogue of Life.